# زندگی زیباست (فیلم ۲۰۰۲)
زندگی زیباست (انگلیسی: Zindagi Khoobsoorat Hai) یک فیلم به کارگردانی مانوج پونج است که در سال ۲۰۰۲ منتشر شد. از بازیگران آن می‌توان به تابو، دیویا دوتا، اشیش ویدیارتی، و سنو سود اشاره کرد.